# Armée de libération de la Palestine
Pour les articles homonymes, voir ALP.
L’armée de libération de la Palestine  a été créée en 1964 pour servir de branche militaire officielle de l'Organisation de libération de la Palestine (OLP). 
Initialement composée de trois brigades : Ein Jalout à Gaza et en Égypte, Kadissiyah en Irak, et Hitine en Syrie, elle ont pour l'essentiel été intégrées dans les forces de sécurité de l'OLP après l’établissement de l'Autorité palestinienne.

## Histoire

### Prémices irakiens
En décembre 1959, le général Abdel Karim Kassem, dirigeant irakien depuis qu'il a renversé la monarchie irakienne le 14 juillet 1958, lance l’idée d’une « République palestinienne immortelle ». Selon lui, les Palestiniens doivent suivre la voie algérienne, celle de leur propre libération, sans attendre une hypothétique unité arabe. Il est le premier chef d’État arabe à proposer la création d’un État palestinien indépendant, qui selon lui doit s’effectuer en deux étapes : d’abord en Cisjordanie et à Gaza, territoires sous contrôle arabe, ensuite dans toute la Palestine. Le 29 août 1960, le journal officiel irakien annonce la mise sur pied d’une Armée de libération de la Palestine, dont les premiers contingents avaient commencé leur entraînement dès avril 1960.

### Création officielle

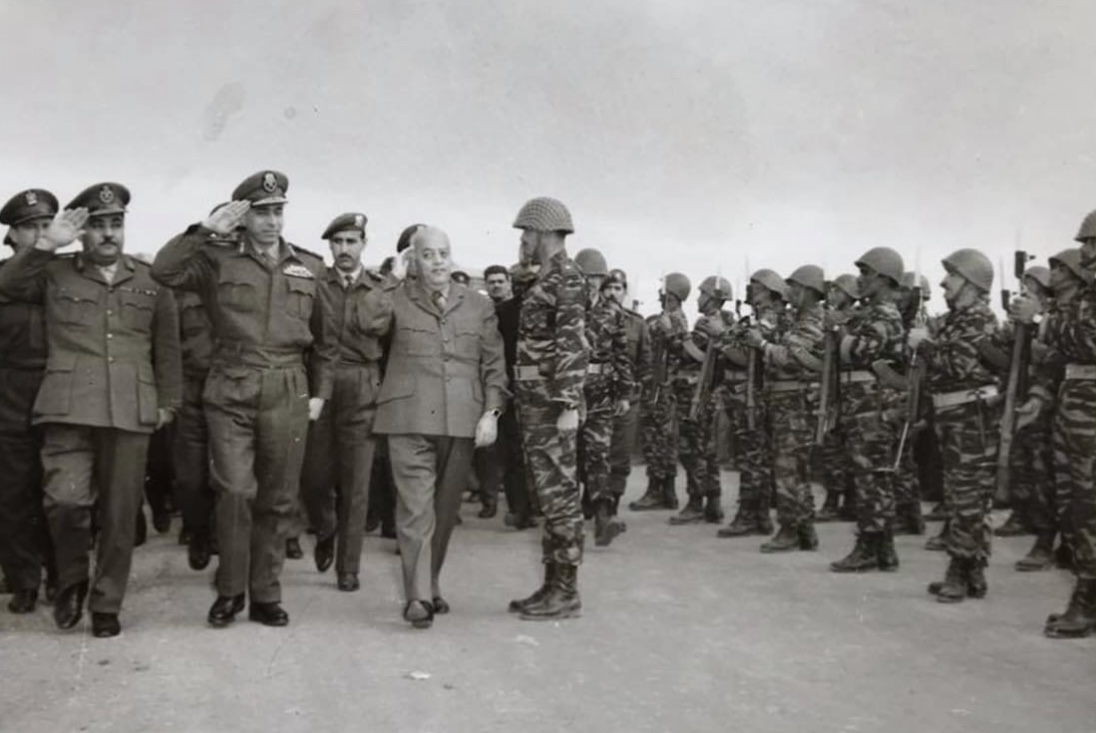
Le président syrien Amin al-Hafez passant en revue les troupes de l'Armée de libération de Palestine en 1966.

En 1965, la Ligue arabe met officiellement sur pied l'Armée de libération de la Palestine, un an après la création au Caire de l'Organisation de libération de la Palestine. De fait, elle constitue l'armée régulière des Palestiniens.
Son commandement est surtout composé d'officiers palestiniens choisis dans tous les pays arabes, notamment en Syrie, en Irak et en République arabe unie. En 1970, ses effectifs sont estimés de douze à vingt mille hommes. Répartis en plusieurs régiments et brigades, ils sont intégrés dans les forces armées égyptiennes, irakiennes et syriennes, et dispose d'armements soviétiques et chinois.

### Guerre des Six Jours
Une brigade de l'Armée de libération de la Palestine est établie dans la bande de Gaza en 1965. Toutefois, celle-ci est décimée par l'armée israélienne lors de la guerre de 1967.

### Guerre du Liban
Au Liban ses forces sont appuyées les commandos palestiniens pro-syriens d'As-Saiqa et de la Brigade Yarmouk, et sont responsables du massacre de Damour contre des Maronites le 20 janvier 1976, pendant la guerre civile libanaise[réf. à confirmer]. Il fait suite au massacre de Karantina, quartier de Beyrouth majoritairement peuplé de réfugiés palestiniens, où plusieurs centaines (1000 à 1500) d'habitants sont tués par des milices chrétiennes Kataeb deux jours plus tôt.

### Guerre civile syrienne
L'Armée de libération de la Palestine participe à la guerre civile syrienne dans le camp du régime de Bachar el-Assad.
En juin 2019, Talel Naji, secrétaire-général adjoint du Front populaire de libération de la Palestine-Commandement général (FPLP-CG), déclare que 1 858 Palestiniens sont morts en Syrie en combattant dans les rangs des forces gouvernementales et parmi eux 285 membres de l'Armée de libération de la Palestine.